# غابريال اغليسياس
غابريال أغليسياس (بالإنجليزية:Gabriel Iglecias) ، من مواليد 15 يوليو 1976م ، وهو الكاتب والممثل ومقدم الكوميديا الشهيرة ، وهو أمريكي من أصل مكسيكي ، أنتشرت شهرته في سان أنطونيو في ولاية تكساس الأمريكية.

## الأعمال
- طائرات
- عملية الجوز
- المنزل المسكون 2
- نورم من الشمال
- النجمة

## وصلات خارجية
- الموقع الإلكتروني
- غابريال اغليسياس على موقع IMDb (الإنجليزية)
- غابريال اغليسياس على موقع ميتاكريتيك (الإنجليزية)
- غابريال اغليسياس على موقع روتن توميتوز (الإنجليزية)
- غابريال اغليسياس على موقع ألو سيني (الفرنسية)
- غابريال اغليسياس على موقع ميوزك برينز (الإنجليزية)
- غابريال اغليسياس على موقع أول موفي (الإنجليزية)
- غابريال اغليسياس على موقع إن إن دي بي (الإنجليزية)
- غابريال اغليسياس على موقع ديسكوغز (الإنجليزية)
- غابريال اغليسياس على موقع قاعدة بيانات الفيلم (الإنجليزية)
- غابريال اغليسياس على موقع ليتربوكسد (الإنجليزية)
- الموقع الرسمي
- غابريال اغليسياس على موقع IMDb (الإنجليزية)
- غابريال اغليسياس على موقع ميتاكريتيك (الإنجليزية)
- غابريال اغليسياس على موقع روتن توميتوز (الإنجليزية)
- غابريال اغليسياس على موقع ألو سيني (الفرنسية)
- غابريال اغليسياس على موقع ميوزك برينز (الإنجليزية)
- غابريال اغليسياس على موقع أول موفي (الإنجليزية)
- غابريال اغليسياس على موقع إن إن دي بي (الإنجليزية)
- غابريال اغليسياس على موقع ديسكوغز (الإنجليزية)
- غابريال اغليسياس على موقع قاعدة بيانات الفيلم (الإنجليزية)
- غابريال اغليسياس على موقع ليتربوكسد (الإنجليزية)